# Division Daguet

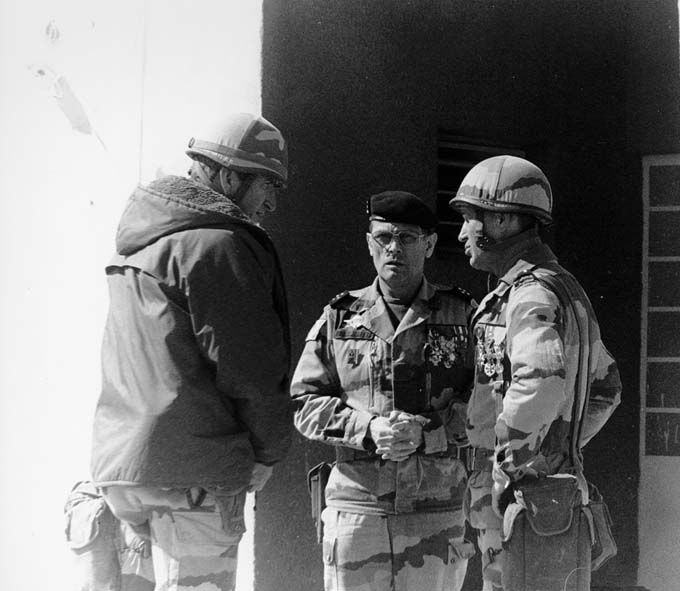
Le général Michel Roquejeoffre, commandant de l'opération Daguet, et le général Bernard Janvier, commandant la division, durant la revue des forces françaises à As Salman, en Irak, le 10 mars 1991.

La division Daguet est une division de l'armée de terre française constituée à la fin de 1990 pour participer à la défense de l'Arabie saoudite, puis engagée contre l'Armée irakienne lors de la guerre du Golfe en février 1991 dans le cadre de l'opération Tempête du désert.
Division provisoire, elle n'a existé que le temps de l'opération Daguet, de septembre 1990 à mars 1991. Quant au nom de la division et de l'opération, un daguet est un jeune cerf.

## Organisation

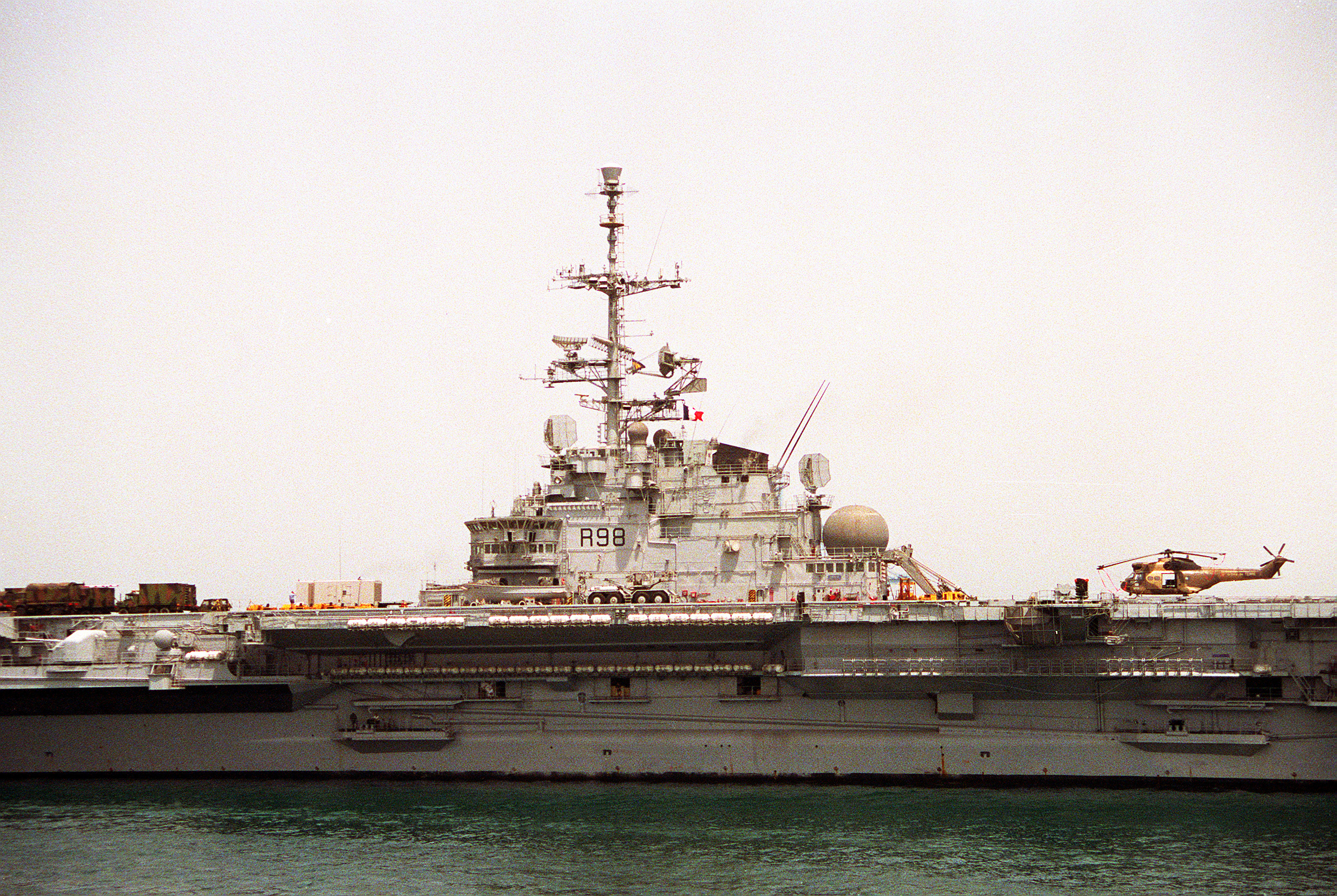
La première unité déployée a été le porte-avions Clemenceau, grée en porte-hélicoptères transportant 12 Puma, 30 Gazelle, 70 véhicules et 600 personnes du 5e RHC dans le port saoudien de Yanbu le 24 septembre 1990.

La division, créée pour la circonstance en septembre 1990, est placée sous les ordres du général de corps d'armée Michel Roquejeoffre (le chef de la FAR), qui supervise l'opération Daguet (comprenant les forces françaises en Arabie saoudite, soit la division et des éléments de l'armée de l'air). Le commandement de la division est confié au général de division Jean-Charles Mouscardès (le chef de la 6e DLB) du 22 septembre 1990 au 8 février 1991 puis, à la suite d'un malaise et de l'évacuation sanitaire de ce dernier, par le général de brigade Bernard Janvier à partir de cette date.
La division était constituée par différentes unités de l'armée de terre française dont les derniers renforts arrivèrent en février 1991. Ces unités sont constituées chacune autour du noyau d'un régiment métropolitain, complété par des détachements issus d'autres régiments de la même arme, le tout formant une sorte de régiment de marche. 57 régiments différents sont ainsi concernés, car seuls des engagés (et aucun appelé) sont envoyés pour cette opération. Le cœur de la division est issu de la Force d'action rapide (FAR), notamment des 6e division légère blindée (6e DLB) et 4e division aéromobile (4e DAM), car les professionnels sont nombreux au sein de la FAR.

### Commandement et soutien
L'état-major est fourni par le 6e régiment de commandement et de soutien (6e RCS). S'y rajoutent :
- un détachement de renseignement du 13e régiment de dragons parachutistes (13e RDP) ;
- un escadron de reconnaissance du 1er régiment de hussards parachutistes sur ERC-90 Sagaie ;
- 6e régiment étranger de génie, renforcé par des détachements des 3e et 5e régiments du génie ;
- trois sections Mistral du 35e RAP et du 11e RAMa ;
- un commando de reconnaissance et d’action en profondeur (CRAP) du 2e REP et du 1er RPIMa ;
- une section de surveillance constituée à partir de la STAT, des 6e et 8e régiments d’artillerie ;
- un bataillon de transmissions issu des 28e et 54e régiments de transmissions ;
- une prévôté divisionnaire composée d'un officier et de 24 gendarmes ;
- un groupement de soutien logistique créé à partir des régiments de commandement et de soutien de la Force d'action rapide (FAR) comprenant le 601e escadron de circulation et le 2e escadron de transport du 511e régiment du train (511e RT) d'Auxonne, l'escadron de circulation du 602e régiment de circulation routière (602e RCR) de Dijon et le pcr du 7e RPCS d'Albi.

### Groupement ouest
- 1er régiment de spahis (1er RS : 36 AMX-10 RC et 12 VAB HOT) ;
- 1er régiment étranger de cavalerie (1er REC : 36 AMX-10 RC et 12 VAB HOT) ;
- 2e régiment étranger d’infanterie (2e REI) renforcé d'une compagnie du 21e régiment d'infanterie de marine (21e RIMa) ;
- 11e régiment d'artillerie de marine (11e RAMa : 20 canons de 155 mm TR F1) ;
- 1er régiment d’hélicoptères de combat (1er RHC) renforcé par une compagnie du 1er régiment d'infanterie (1er RI);
- un peloton du 1er régiment étranger (1er RE).

### Groupement est
- 4e régiment de dragons (4e RD) avec trois escadrons d'AMX-30 B2 ;
- 3e régiment d'infanterie de marine (3e RIMa) sur VAB, renforcé par un escadron d'AMX-10 RC du régiment d'infanterie-chars de marine (RICM);
- 3e régiment d’hélicoptères de combat (3e RHC), renforcé par une compagnie du 1er régiment d'infanterie et une compagnie du 9e régiment de soutien aéromobile (9e RSAM).

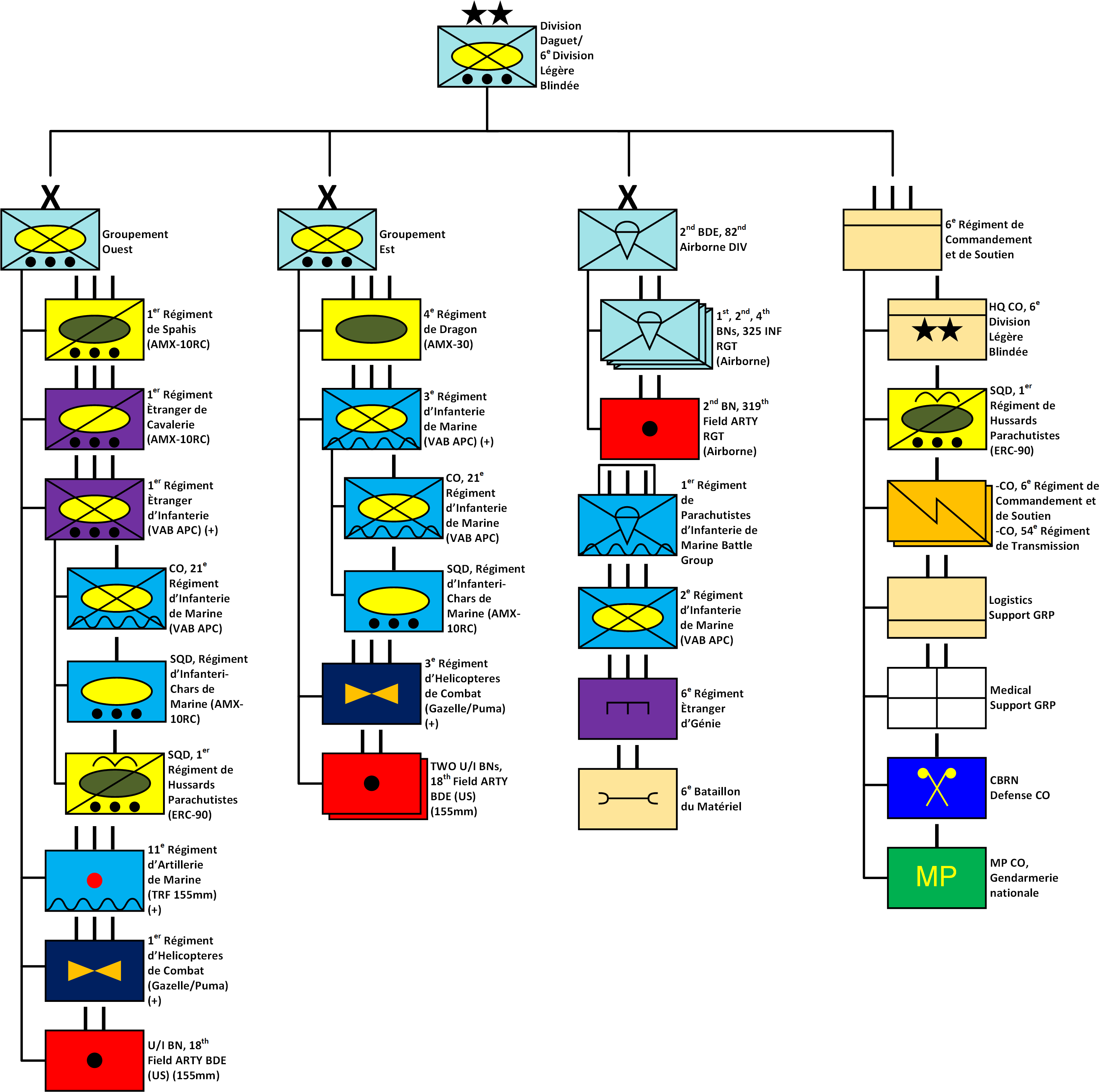

## Moyens
La division ainsi composée, dans son articulation de combat, aligne au total 2 500 matériels majeurs parmi lesquels 132 hélicoptères de toutes catégories de l'ALAT, dont 74 Gazelle (60 armés HOT et 14 de reconnaissance-canon - trois adaptés sur place pour une capacité air-air avec l’emport de missiles Mistral), 1 130 camions, 794 véhicules légers tous terrains (dont des Peugeot P4) et 500 véhicules blindés dont 104 VAB (2.6 % du parc), 96 AMX-10 RC (28 % du parc capable de tirer des obus-flèches), 44 chars de combat AMX-30 B2, 12 ERC-90 Sagaie et 20 canons tractés de 155 mm TR F1, de radars Rasit, de systèmes de surveillance en cours d'expérimentation : radar héliportée PRE-ORCHIDEE , du drone MART, et de guerre électronique. Son personnel perçoit entre autres les premiers uniformes traités pour limiter la détection infrarouge par l’imbibition au noir de carbone de l'armée française.

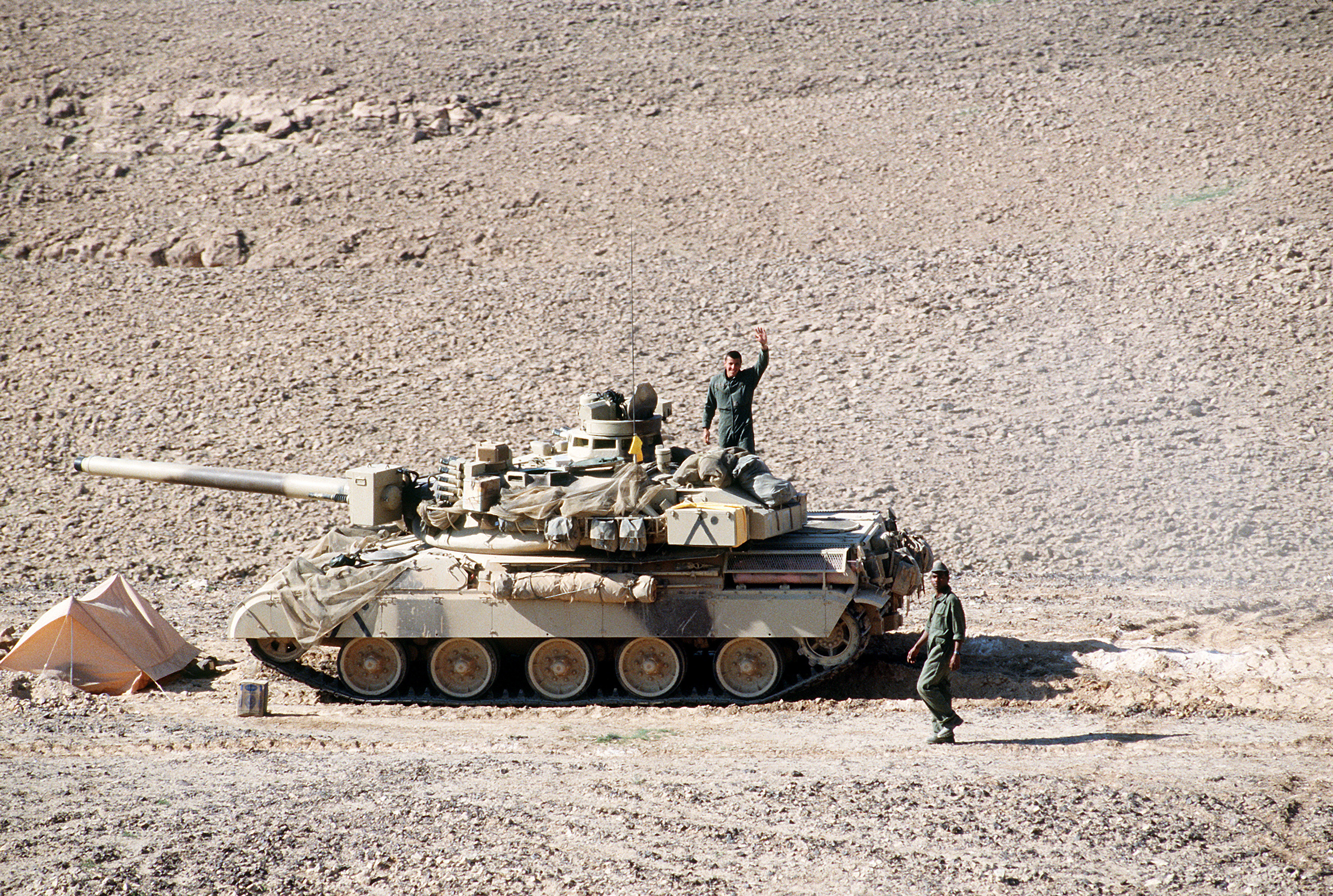
Char AMX-30 B2 du 4e régiment de dragons près d'As Salman, en Irak.
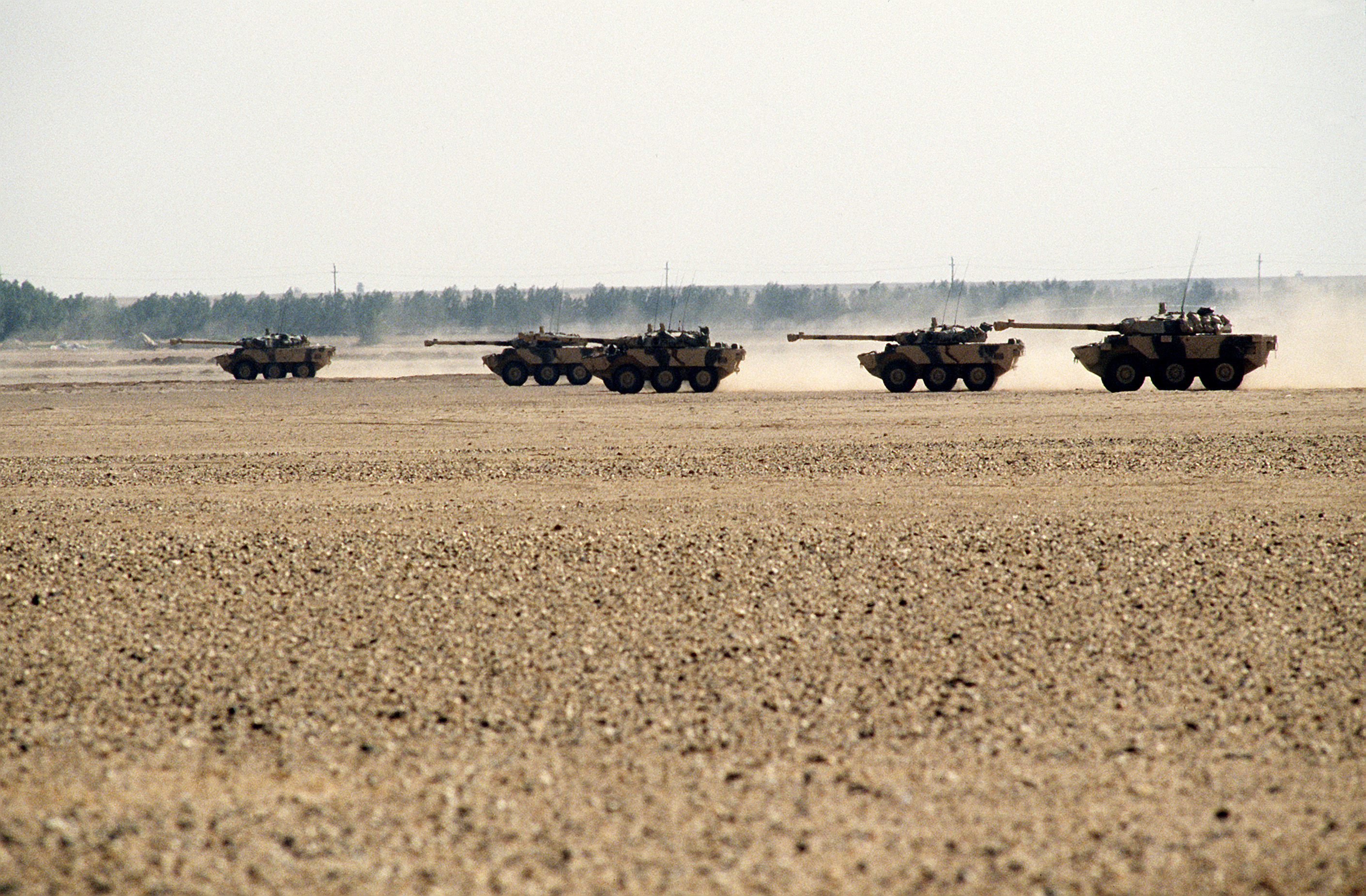
AMX-10 RC durant l'opération Desert Shield.
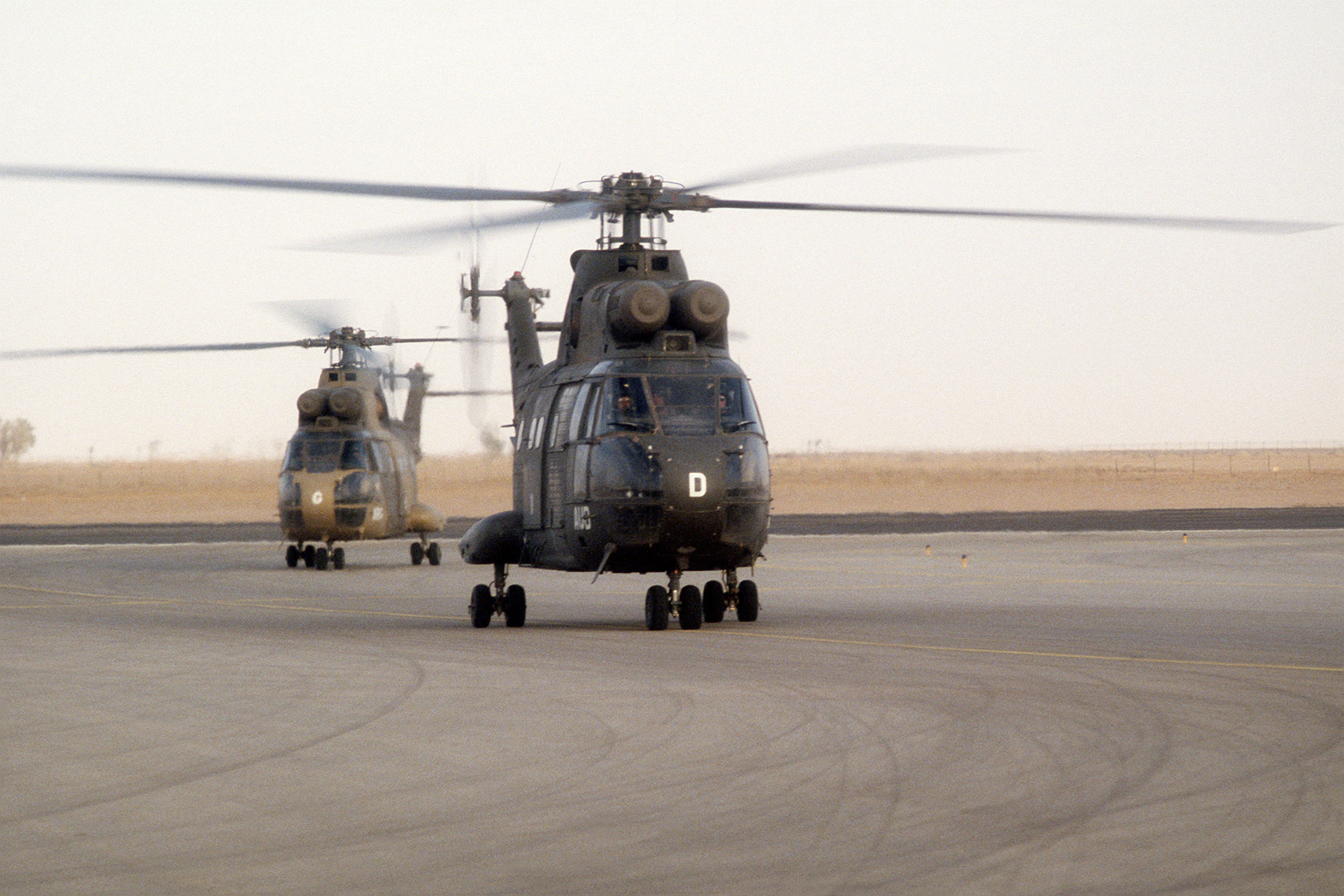
Deux SA 330 Puma durant l'opération Daguet.
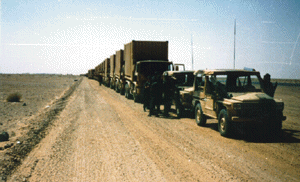
Convoi des éléments du 511e régiment du train intégré dans le groupement de soutien logistique.

La seconde brigade d'infanterie de la 82e division aéroportée américaine, la 18e brigade d'artillerie américaine et le 27e bataillon du génie américain sont mises sous contrôle opérationnel français. Ces unités renforcent le groupement oriental de la division Daguet. La division compte finalement près de 17 000 hommes (12 500 Français et 4 500 Américains).
Ces moyens donnent à la division une certaine puissance de feu antichar et une bonne mobilité, mais avec beaucoup moins de force qu'une division blindée. La doctrine d'emploi de la division est fondée sur le concept d'engagement de la Force d'action rapide : une contre-attaque ou une flanc-garde.
La division passe sous contrôle opérationnel (OPCON) du 18e corps d'armée des États-Unis à partir du 16 janvier 1991. Il ne s'agit pas d'un commandement opérationnel (OPCOM), le général américain commandant la coalition n'a donc pas le droit de réaffecter les unités.